# Последний друид: Войны гармов
Последний друид: Войны гармов (англ. Garm Wars: The Last Druid) — канадско-японский анимационный фильм в жанре фантастики и фэнтези, с элементами киберпанка. Первый англоязычный фильм японского режиссёра и сценариста Мамору Осии. Впервые фильм был показан 25 октября 2014 года на Токийском международном кинофестивале.

## Сюжет
Пояснение закадрового рассказчика истории:
«Вокруг нашей родной планеты Гайя вращается планета Аннун. И мир там погружен в войну. Когда-то этим миром правили восемь племён, названные Гармами. Брига, Ворм, Бассы, Сэта, Борзой, Зенен, Кумтак и Колумба. Каждое племя имело свой облик и язык, согласно своему назначению. И они служили Богу, который их создал.
Тем не менее, Данаан, Создатель, однажды оставил этот мир. И оставленные племена начали войну друг с другом за господство. После продолжительной войны, атмосфера была загрязнена, а земля превратилась в руины. Из восьми племён остались только три: Брига, Колумба и Кумтак. Вымерли даже Друиды, созданные нести слово Бога.
Брига добились превосходства на земле, благодаря своей военной мощи. Колумба контролируют небо, используя механизированную авиацию. Кумтак едва удалось выжить только потому, что они передавали превосходящие информационные технологии Брига.

Брига и Колумба — два великих племени на земле и в воздухе собирались начать сражение за господство на планете Аннун».
Воздушный авианесущий крейсер племени Колумба «Кякра» (Kiakra) поднимает звено механизированной авиации Колм-201 Альфа для разведки неопознанной цели. Целью оказывается крейсер племени Брига «Вискя» (Viscia), преследующий спасательный шаттл племени Брига. Звено Колм-201 Альфа получает приказ захватить шаттл. Основные силы механизированной авиации Колумба атакуют и уничтожают крейсер Брига. К капсуле, сбитого в ходе боя, спасательного шаттла высаживается десант Колумба и берёт двух пленных и гулу (собака породы бассет-хаунд).
Хара-22 (Khara-22) — пилот-клон одного из вернувшихся летательных аппаратов звена Колм-201 Альфа — признаётся мёртвой, а тело подлежащим восстановлению. Память Хары-22 готовят к загрузке в аналогичное или восстановленное тело. После загрузки Хара-22 получает идентификационный код Хара-23 (Khara-23).

### Акт 01. Выход волхвов
Сканирование мозга пленных показало, что один из них принадлежит племени Кумтак, долгое время находится в бегах и считает своего загадочного попутчика друидом. Из вторичного буфера второго пленного удалось извлечь лишь образ техногенного гиганта, в котором один из следователей признал Данаан.
На последующем после сканирования допросе Вуд-256 (Wydd-256) — пленный кумтак (Лэнс Хенриксен) — осторожно рассказал, что его попутчик — последний выживший друид и обладает большой силой, которую можно использовать против Брига. В доказательство своих слов, Вуд-256 предложил дать ему доступ к информационному центру корабля, чтобы он смог подключить к нему друида и показать его силу. Старший следователь, вопреки возражениям другого следователя, разрешил предоставить друиду доступ к системам корабля.
Получив доступ к системам Кякры, Вуд-256 через друида Насьен-666 (Nascien-666) или сам Насьен ликвидировал следователей и операторов, подключенных к системам корабля, а также отключил боевые системы и навигацию крейсера. По стечению обстоятельств, в это же время в штурмовых десантных капсулах на корабль проникает несколько подразделений бойцов брига с крейсера «Росмерта» с целью захватить кумтака и друида. Группы бойцов брига практически зачищают корабль от пилотов и персонала Колумба, захватывают Вуда с Насьеном и вывозят пленных на транспортном корабле. Хара-23 берёт «шестикрылый» и покидает крейсер, что вскоре уничтожается превосходящими силами Брига. Хара-23 начинает преследовать и подбивает транспорт с пленными, но вскоре сама оказывается подбита крейсером Брига и терпит крушение.
Хара-23 идёт по следу потерпевших крушение брига Скелига-58, Вуд-256 и Насьен-666. Вопреки ожиданию Скелига, Вуд увёл его далеко от своих в направлении запретных для гармов земель друидов. Настигнувшая их Хара, не смогла одолеть Скелига, но и не была им убита. Вуд убеждает Хару и Скелига идти в земли друидов, через море Торк в Дуаль Гранд, чтобы найти все ответы о природе, истории и предназначении гармов. Скелиг починил брошенный танк Брига и герои отправились в путь на нём.

### Акт 02. Поход в иной мир
У путников остаётся мало манны и они понимают, что если в Дуаль Гранд её тоже не будет — им конец. Хара-23 подозревает, что Вуд-256 причастен к катастрофе Кякры, но так же задаётся всё большим числом вопросом о собственной природе. Наконец они находят Дуаль Гранд.

### Акт 03. Священная роща
Хара, Скелиг, Вуд и Насьен продолжили свой путь через лес. Когда лес стал слишком густым, Скелиг остался у танка, а остальные пошли пешком. У ручья путники своим движением активировали неизвестный датчик, после чего заметили движение чего-то крупного. Активировались техногенные великаны. Хара и Скелиг приняли бой, а Вуд и Насьен взялись отключать потревоженную систему защиту. В ходе боя, Скелиг погибает. Вуд и Насьен сообщают, что отключили систему защиты и нашли место расположения центрально терминала Дуаль Гранд.
Хара осталась позади. Насьен расстаётся с амплуа безвольной и беззащитной механической куклы, захватывает контроль над Вудом и берёт под контроль системы Дуаль Гранд, пробуждая новых великанов и на порядок более крупных гигантов как в образе из собственного вторичного буфера. Насьен называет себя Малаком, посланцем богов и что друид всего лишь оболочка. Так же Насьен-Малак объявляет о скорой гибели оставшихся гармов.
Хара расстреливает Насьена. Малак загружается в тело Вуда. Хара распинает тело Вуда из автоматического оружия очередями металлических прутьев и требует ответов. Оказавшись в ловушке, Малак рассказывает, что Данаан покинули гармов испугавшись их «безрассудства», а теперь гармы должны быть уничтожены так как боги начали новый эксперимент в соседнем мире. Хара убивает, оказавшихся в одном теле, Малака и остатки личности Вуда.

### Цикл 999. Центральный район информационного ядра гармов
Разведка гармов фиксирует появление всё новых эшелонов великанов и гигантов на дальних рубежах. Гармы Брига и Колумба встречают общую угрозу плечом к плечу. Так на Аннун началась новая эпоха, новая тяжёлая война между гармами и гигантами Малака.

## В ролях
| Актёр             | Роль              |
| ----------------- | ----------------- |
| Лэнс Хенриксен    | Вуд-256           |
| Кевин Дюранд      | Скелиг-58         |
| Melanie St-Pierre | Хара-22 и Хара-23 |
| Summer H. Howell  | Насьен-666        |
| Andrew Gillies    |                   |
| Dawn Ford         |                   |
| Patrizio Sanzari  |                   |
| Martin Senechal   |                   |

## Хронология показов и выпуска фильма в прокат по странам[1]
| Страна    | Даты            |                                |
| --------- | --------------- | ------------------------------ |
| Япония    | 25 октября 2014 | Показ на кинофестивале в Токио |
| Канада    | 2 октября 2015  |                                |
| США       | 2 октября 2015  |                                |
| Германия  | 4 декабря 2015  | Выпуск на DVD и Blue-ray       |
| Италия    | 18 января 2016  |                                |
| Филиппины | 9 марта 2016    |                                |
| Япония    | 20 мая 2016     |                                |

## Понятия
Аннун (Луна) — обитаемый спутник планеты Гайа, где разворачивается действие фильма. См. также значение слова Аннун в кельтской мифологии.
Гайа (Земля) — планета вокруг которой вращается Аннун, родом с Гайи закадровый рассказчик истории фильма. В конце фильма, Гайа отчётливо просматривается на небе и похожа на Землю. См. также Гея в греческой мифологии.
Данаан — боги создатели гармов. По словам Малака:
- Данаан решили покинуть Аннун и запретили гармам создавать жизнь, так как испугались безрассудства гармов в их стремлении всему давать имена, что равносильно демонстрации превосходства над именуемым,
- есть малопроизносимое самоназвание богов, что переводится как «ревнивый», поскольку они — «бог ревности».

См. также значение Туата Де Дананн в кельтской мифологии.
Друиды — созданные нести слово Данаан. Члены гармов считают друидов ещё одним гармом и, вероятно, ошибочно. Из всех разновидностей разумных существ в фильме имеют наибольшее сходство с машинами и обладают особой способностью управлять оставленными Данаан техногенными системами. По словам Малака, друид Насьен-666 — всего лишь оболочка, в которой он приходит в мир Аннун.
Гармы — созданные Данаан, племена человекоподобных существ с определённой специализацией. Унаследовали часть технологий своих создателей. Поддерживают численность с помощью клонирования и сохраняют опыт путём переноса памяти умерших в новые тела. Каждый гарм имеет базу данных с ограниченными историческими сведениями о мире Аннун, населявших спутник гармах, вымерших друидах и Данаане, что покинул этот мир. По словам Малака, гармы — безрассудные плоды неудачного эксперимента, подлежащие уничтожению ради чистоты нового эксперимента в соседнем мире (очевидно, на планете Гайя).
Малак — существо, именующее себя посланником богов. Возможно, представитель неизвестного класса существ, что несли слово Данаан и управляли различными техногенными системами через друидов.
Манна — жизненно необходимый для бойцов гармов ускоритель обмена веществ.

## Гармы (племена, типы)
- Каждый гарм специализирован на определённой сфере деятельности и владеет соответствующими технологиями:
  - Брига — танки, воздушные крейсеры (cruiser), артиллерийское и ракетное вооружение;
  - Колумба — авианесущие воздушные крейсеры (carrier), механизированная авиация, артиллерийское и бомбовое вооружение;
  - Кумтак — информационные технологии.
- Каждый гарм имеет одну или более разновидностей специализированных клонов, что способны управлять техникой посредством интеграции с ней через проводные интерфейсы;
- В пределах доступности передачи сигналов, память каждого клона дистанционно резервируется в информационных системах гарма на случай гибели клона с целью его воспроизведения в новом теле со всем накопленным опытом;
- Тела убитых клонов так же могут подлежать восстановлению;
- Для рекреации и восстановления клоны проводят значительную часть времени в спальных капсулах или сотах, будучи погруженными в некий раствор и подключёнными к системам кораблей посредством проводов и трубок для обмена вещества;
- Клоны не приспособлены к длительному автономному существованию, так как обмен веществ и поддержание численности завязаны на техносферу гармов;
- Мозг клона может быть сканирован, а так же может иметь фаервол и вторичный буфер;
- Технически возможно взаимодействие клонов посредством проводных интерфейсов, перенос/удаление памяти клона и загрузка в его тело другой личности, в том числе несоответствующей разновидности и гарму;
- Некоторые разновидности клонов интегрированы в системы воздушных крейсеров и исполняют управляющие, координирующие и судебно-следственные функции.

## Факты
- Сходство с другим — польско-японским фильмом Мамору Осии — Авалон (фильм, 2001):
  - И «Авалон», и «Последний друид: Войны гармов» сняты не на японском языке (на польском и английском, соответственно), что выделяет их из работ Мамору Осии в целом;
  - Если закадровая работа над фильмами и была совместной, то роли исполнены исключительно актёрами — носителями выбранного языка (поляки в Авалон, канадцы и американцы в «Последний друид: Войны гармов»);
  - Оба фильма в той или иной степени могут быть отнесены к жанру киберпанк;
  - В фильмах использованы топонимы (Авалон, Аннун) и имена персонажей кельтской мифологии (девять сестёр, Данаан);
- Как и во многих работах Мамору Осии (Призрак в доспехах, Авалон, Призрак в доспехах 2: Невинность), в фильме присутствует собака породы бассет-хаунд;